# Frido Frey
Frido Frey (Alemania, 26 de octubre de 1921 -Suffolk, Nueva York, 16 de mayo de 2000) fue un jugador de baloncesto estadounidense que disputó una temporada en la BAA, desarrollando el resto de su carrera en la ABL. Con 1,88 metros de estatura, jugaba en la posición de alero.

## Trayectoria deportiva

### Universidad
Jugó durante su etapa universitaria con los Blackbirds de la Universidad de Long Island.

### Profesional
Comenzó su carrera profesional en los Gothams de la ABL, donde en su segunda temporada fue uno de los máximos anotadores de su equipo, promediando 11,3 puntos por partido. Eso hizo que los New York Knicks se fijaran en él, fichándolo ya avanzada la temporada 1946-47, con los que jugó hasta el final de la misma, promediando 3,8 puntos por partido.
Al año siguiente regresó a la ABL, jugando con los Paterson Crescents, con los que promedió 6,6 puntos por partido, acabando su carrera donde la empezó, en los Gothams de Brooklyn.

#### Estadísticas en la BAA

##### Temporada regular
| Temporada | Edad | Equipo          | Liga | P  | TIT | MIN | TC  | TCA | %TC  | 3P | 3PA | %3P | TL  | TLA | %TL  | R.OF. | R.DEF. | REB | ASIS | ROB | TAP | PER | FP  | PTS |
| 1946-47   | 25   | New York Knicks | BAA  | 23 |     |     | 1.2 | 4.2 | .289 |    |     |     | 1.4 | 2.4 | .571 |       |        |     | 0.6  |     |     |     | 1.6 | 3.8 |
| Total     |      |                 | BAA  | 23 |     |     | 1.2 | 4.2 | .289 |    |     |     | 1.4 | 2.4 | .571 |       |        |     | 0.6  |     |     |     | 1.6 | 3.8 |

##### Playoffs
| Temporada | Edad | Equipo          | Liga | P | MIN | TCA | TC | 3PA | 3P | TLA | TL | R.OF. | REB | ASIS | ROB | TAP | PER | FP | PTS | %TC  | %3P | %FT  | MIN | PTS | REB | AST |
| 1946-47   | 25   | New York Knicks | BAA  | 5 |     | 3   | 19 |     |    | 4   | 11 |       |     | 7    |     |     |     | 11 | 10  | .158 |     | .364 |     | 2.0 |     | 1.4 |
| Total     |      |                 | BAA  | 5 |     | 3   | 19 |     |    | 4   | 11 |       |     | 7    |     |     |     | 11 | 10  | .158 |     | .364 |     | 2.0 |     | 1.4 |